# Neta Alchimister
Neta Alchimister (Rishon LeZion, 20 de abril de 1994) (en hebreo: נטע אלחמיסטר‎) es una modelo, diseñadora de trajes de baño y personalidad de las redes sociales israelí. Desde 2015, ha sido la modelo principal de Castro. Es la fundadora de la empresa de trajes de baño BaNaNhot. Aparte de su carrera empresarial y de modelo, es la tercera Instagrammer más influyente de Israel, detrás de Bar Refaeli y Anna Zak, según la Asociación de Internet de Israel. Es la israelí con el tercer mayor número de seguidores en las redes sociales, después de Gal Gadot y Bar Refaeli.

## Primeros años de vida
Alchimister nació en Rishon LeZion, Israel, de padres nacidos en Israel de ascendencia judía Ashkenazi (judía austríaca) y judía sefardí ( judía libia y judía argelina ). Su padre es Eyal Alchimister y su madre es Vardi (de soltera Shalom).
Sirvió como soldado en las Fuerzas de Defensa de Israel en el Cuerpo de Teleprocesamiento.

## Carrera profesional
Alchimister fue descubierta como modelo en 2009, cuando era adolescente, a la edad de 15 años. Después de completar su servicio militar, cofundó la empresa de trajes de baño BaNaNhot con la modelo israelí Noa Beny, que hoy vende edición de trajes de baño de diseñadores de todo el mundo. También colabora en las redes sociales con Anna Zak.
En 2016, fue la modelo de portada de la edición de trajes de baño de Blazer.
En 2020, Alchimister fue uno de los tres jueces principales del reality show israelí Comedy Star de Channel 13.